# Hôtel de ville de Versailles
L’hôtel de ville de Versailles est situé 4 avenue de Paris. Le bâtiment, tel qu'il existe aujourd'hui, a été construit au tournant du XXe siècle. Décidée en 1897 sur ordre du maire de l'époque Édouard Lefebvre, sa construction est confiée à l'architecte Henri Legrand. Il a été inauguré le 18 novembre 1900.

## Histoire

### Hôtel de Conti

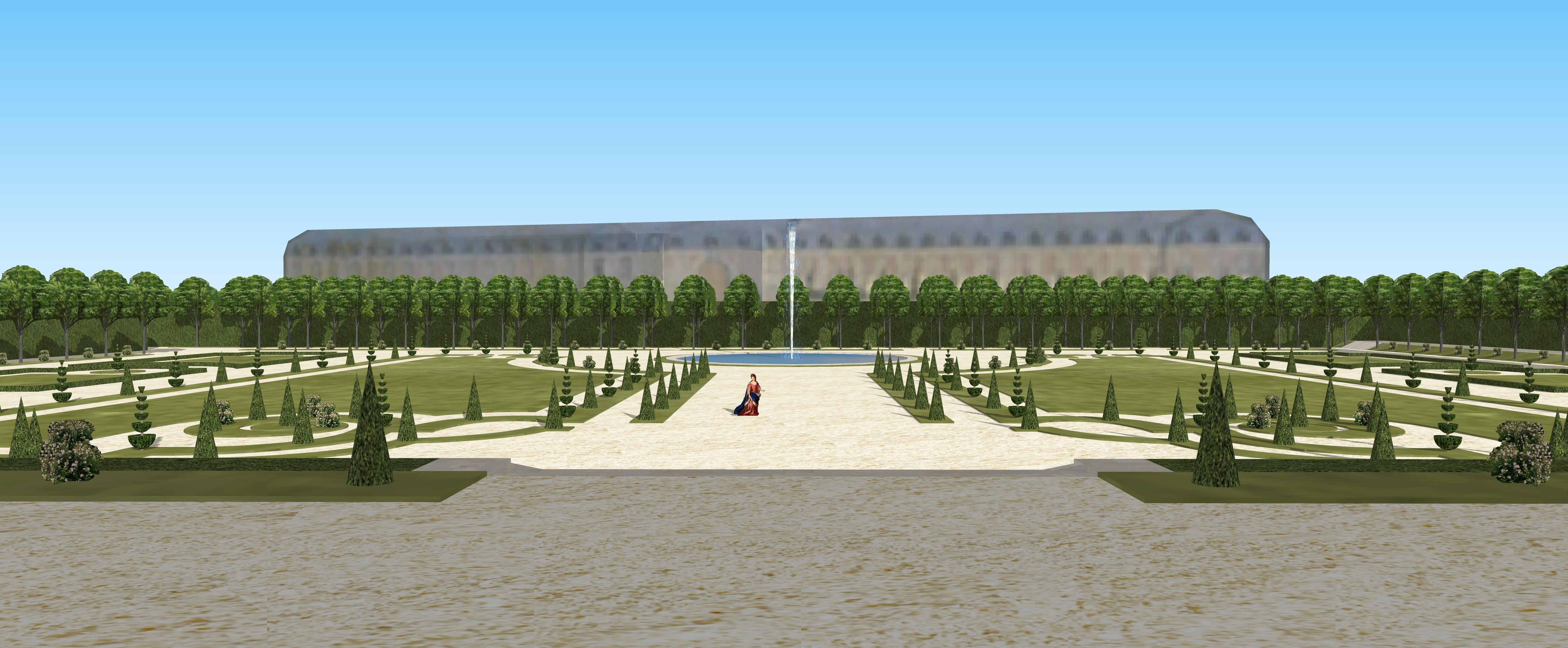
Schéma 3D restituant la vue sur le jardin de l'hôtel de Conti à Versailles, vers 1700.

En 1670, Bernardin Gigault de Bellefonds, maréchal de France (1630-1694), gouverneur des chenils et de la louveterie du Roi, édifie à l'actuel 4, avenue de Paris une belle demeure dont les jardins s’étendent jusqu’au parc du château. Son entrée est alors à l'est sur la rue des Chantiers et sa façade occidentale fait face au château. Face à lui, de l’autre côté de l’avenue, l’hôtel du Grand Veneur, aujourd’hui disparu, lui donne la réplique avec une égale magnificence. Mais les travaux de construction des Écuries Royales (actuelle école nationale d'architecture de Versailles) privant le maréchal de sa royale perspective, il vend son hôtel au chevalier de Lorraine.
Louis XIV l’acquiert au prix de 100 000 livres en 1680 pour Louis de Bourbon, comte de Vermandois, son fils légitimé, qui meurt trois ans plus tard. La propriété revient alors à sa sœur, la princesse de Conti, qui en fait un lieu de fêtes prisé de toute la cour.

### Hôtel du Grand-Maître
En 1715, la princesse de Conti cède le bâtiment au prix de 100 000 livres à sieur Bosc, un spéculateur qui disperse mobilier, œuvres d’art, lambris et ornements (réalisant un chiffre d'affaires de 250 000 livres). En 1723, Bosc cède l'hôtel à Louis XV au prix de 100 000 livres pour y loger Louis IV Henri de Bourbon-Condé, duc de Bourbon, Grand Maître de sa Maison. D’importants travaux de décoration, où peintres et sculpteurs rivalisent de créativité et de virtuosité, sont entrepris sous la direction de Robert de Cotte, premier architecte du Roi et disciple de Mansart. À l’instar de la princesse de Conti, le duc de Bourbon organise en son sein de fastueuses réceptions. Il ouvre même les jardins au public pour faciliter la communication entre les quartiers Saint-Louis et Notre-Dame, en plein essor. L'hôtel de Conti devient alors l'Hôtel du Grand-Maître, et ses jardins sont ouverts au public en 1770.

### Hôtel de ville
Inoccupé à la Révolution, l’hôtel accueille provisoirement dès le 29 janvier 1790 la municipalité de Versailles (créée 3 ans plus tôt, et fraîchement nommé chef-lieu du département), jusqu’alors hébergée dans l'Hôtel du Garde-Meuble, actuel no 11 de la rue des Réservoirs. Les arbres du jardin sont abattus en 1802. En 1820, l'avenue de Berry est tracée et tronque les jardins de l'hôtel,.
À l’origine prévue « pour six mois », l’installation est officialisée par un bail emphytéotique avec l'État en 1821, qui prévoit la cession du bâtiment à la municipalité versaillaise pour 99 ans et pour un loyer annuel de 800 francs. L’édifice, dont l’entrée s’effectue par l’avenue de Berry (actuelle avenue du Général-de-Gaulle), s’orne d’un clocheton surmonté d’une horloge, de deux petits pavillons supplémentaires, d'une grille. De cette époque date d’ailleurs le prolongement de la rue Royale vers l’avenue de Paris.
En 1859, la ville devient officiellement propriétaire de l'hôtel. Mais Versailles est en pleine expansion et, malgré de multiples travaux d’aménagement, les locaux s’avèrent rapidement trop exigus. Les plans de rénovation de Hector-Martin Lefuel sont abandonnés. En 1872-73, Albert Petit, architecte de la ville, restaure le bâtiment.
L’hôtel est finalement reconstruit par le Versaillais Henri Legrand qui remporte le concours lancé en 1897. L'architecte Jean Bréasson y participe également. Les travaux commencent en mars 1898 et l'hôtel de ville est inauguré le 18 novembre 1900. L'ancien bâtiment a été conservé (aile occidentale) mais entièrement transformé. Les travaux bénéficient d'un budget de 1,2 million de francs. Il est surmonté d’un campanile dominant la ville et s’ouvre désormais sur l’avenue de Paris autour d’une cour d’honneur entourée de grilles. Le campanile supporte à sa base une horloge de 1,6 m de diamètre.
Le 24 juin 1900, l'édifice est entièrement électrifié. 
Le 27 juin 1940, au début de l'Occupation, la Kommandantur s'installe à l'hôtel de ville.
En 1945, le bâtiment perd son campanile, jugé trop haut, tandis que les grilles de la cour d’honneur disparaissent.

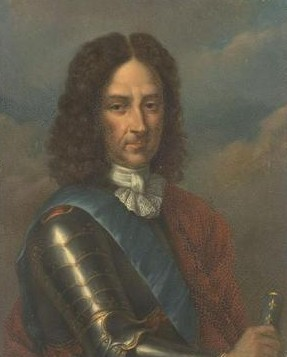
Bernardin Gigault, marquis de Bellefonds (1630-1694), maréchal de France.
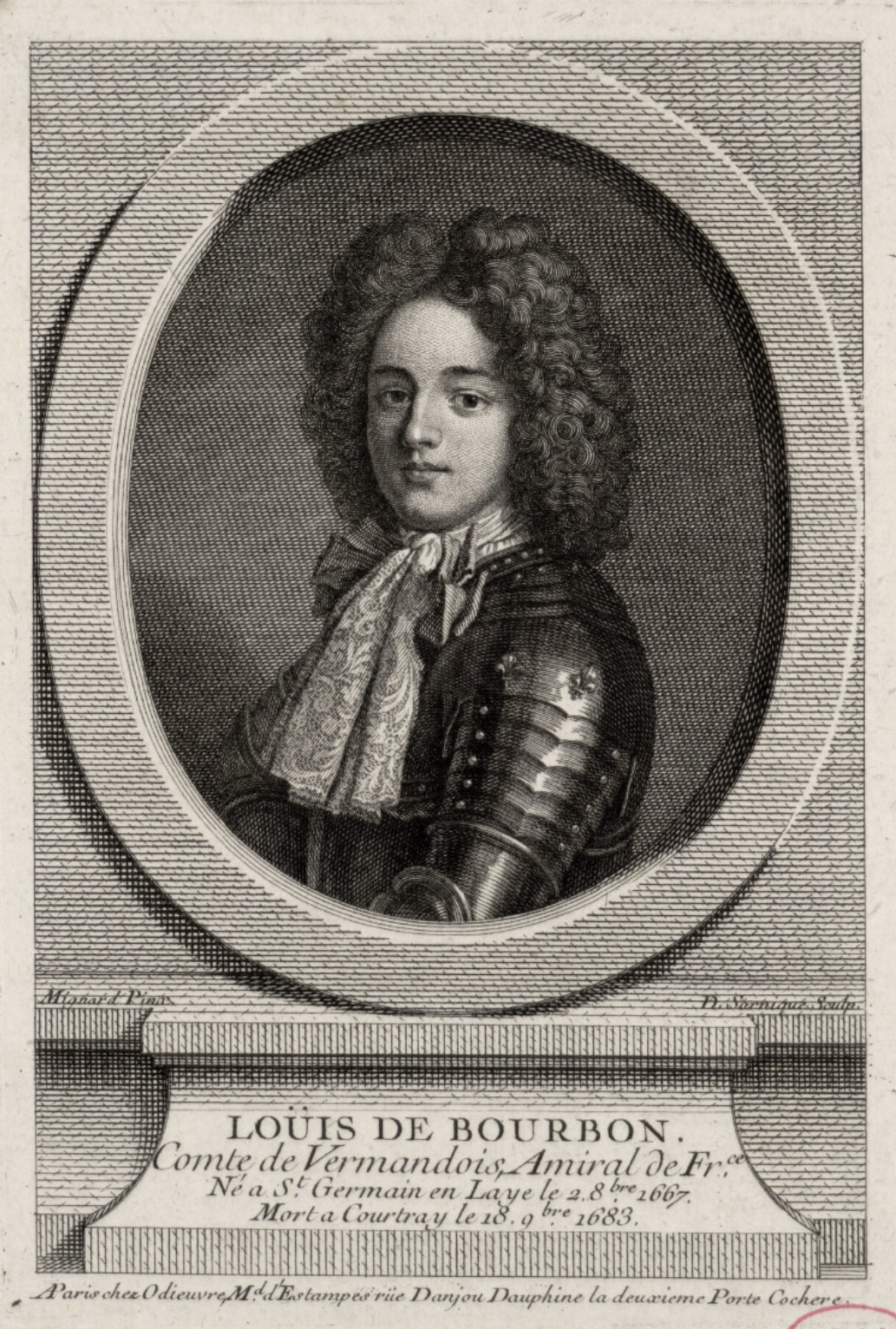
Le comte de Vermandois.
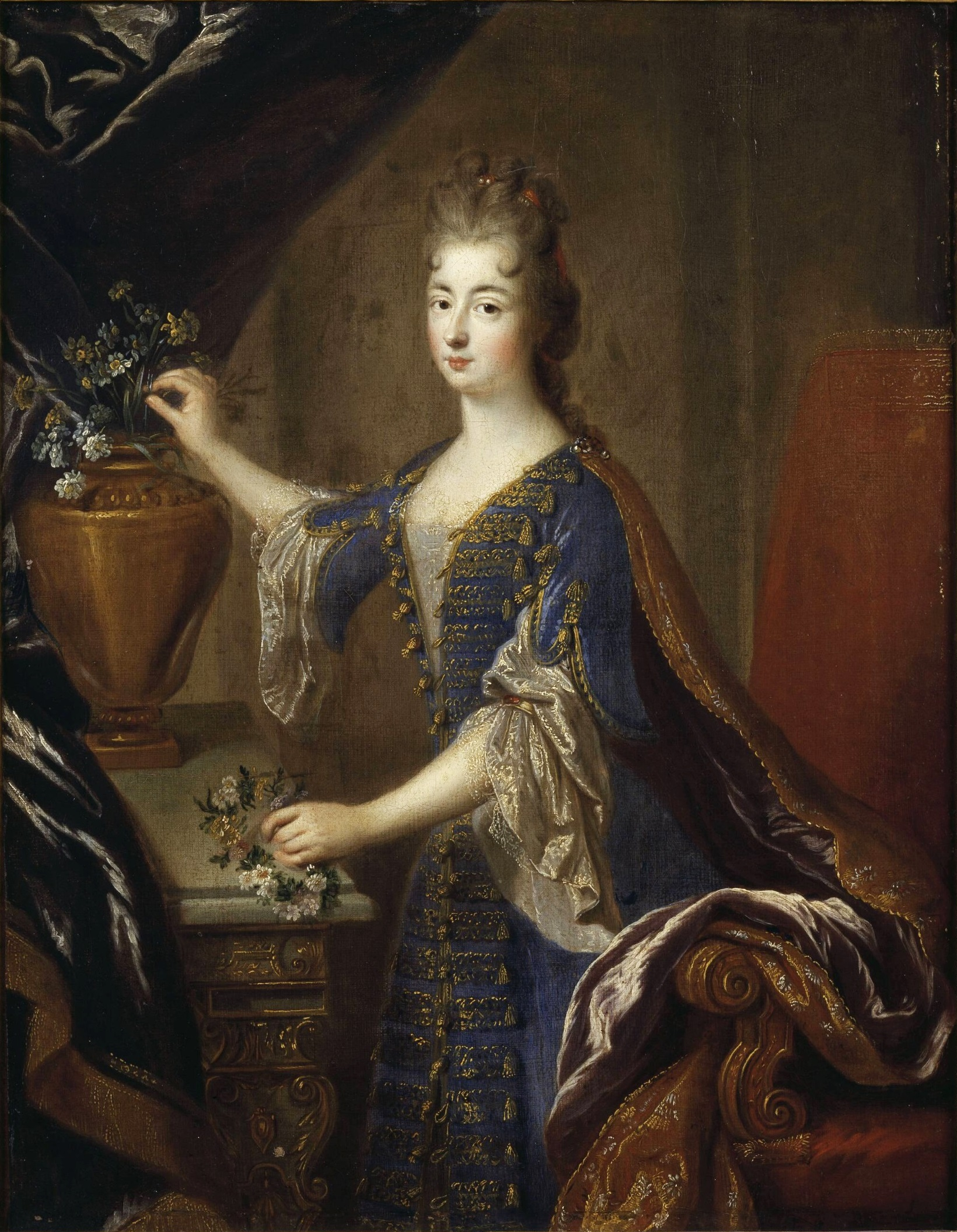
Marie-Anne de Bourbon, princesse de Conti (1666-1739).
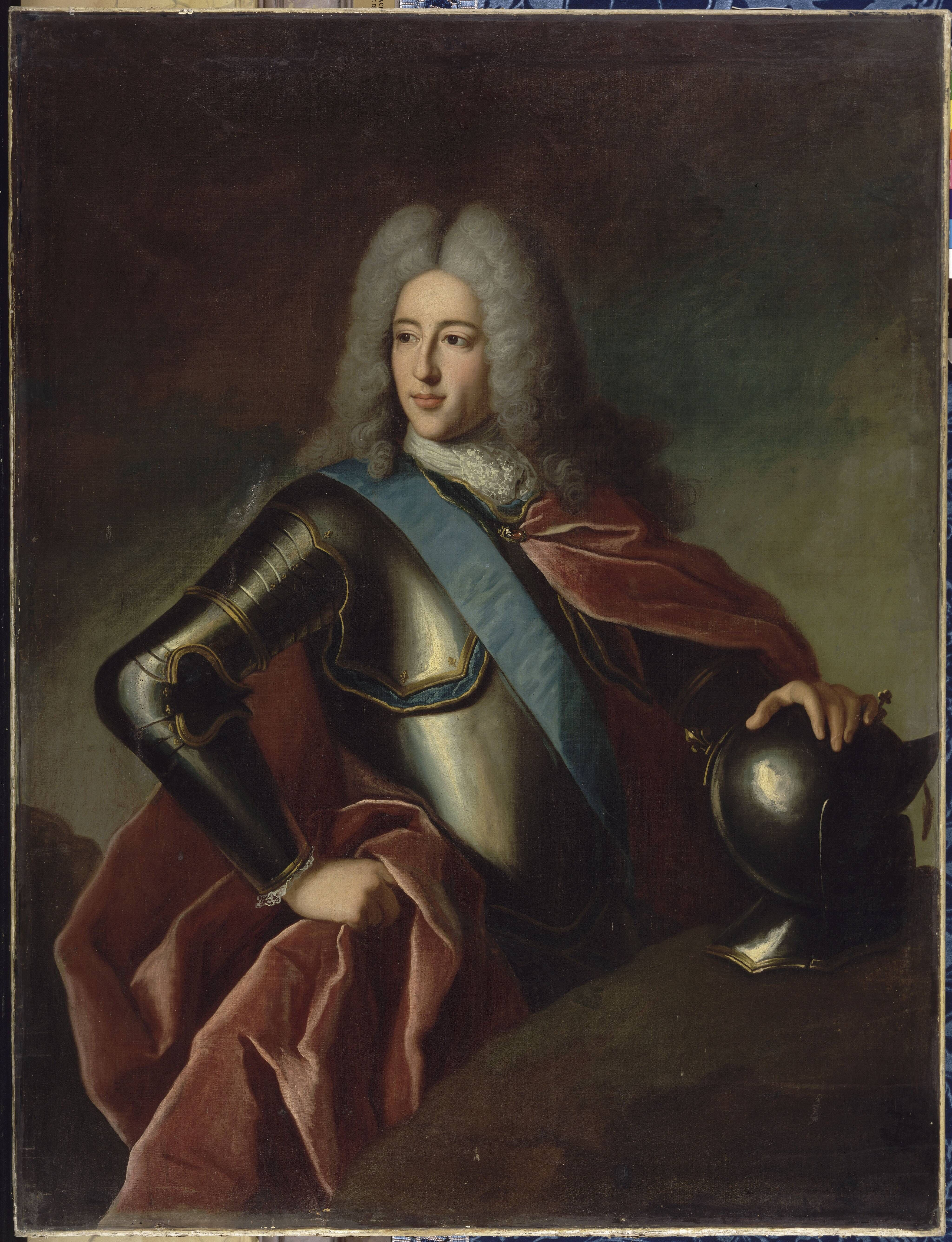
Louis IV Henri de Bourbon-Conde, duc de Bourbon (1692-1740).

## Architecture
L’hôtel de ville est formé de deux parties distinctes : la première, le long de la rue du Général-de-Gaulle, regardant le château, est un bâtiment peu élevé précédé d’un large escalier, premier hôtel de ville installé en 1790 dans l’ancien hôtel de Conti ; la seconde, qui regarde l’avenue de Paris, est un imposant bâtiment néo-Louis XIII dû à Henri Legrand.
Il comporte des boiseries et des peintures datant du XVIIIe siècle.

## Collections
- Charles-Caïus Renoux (1795-1846), Bataille de Nordlingen, huile sur toile d'après Sauveur Le Comte.

## L'hôtel de ville au cinéma
- En 1966, le grand escalier a servi de décors à une courte scène du film La Nuit des généraux.
- En 1968, la salle de réception, la salle des mariages ainsi que le hall d'honneur de la mairie ont servi de décors au film Hibernatus d’Édouard Molinaro.

Vues de l'hôtel de ville
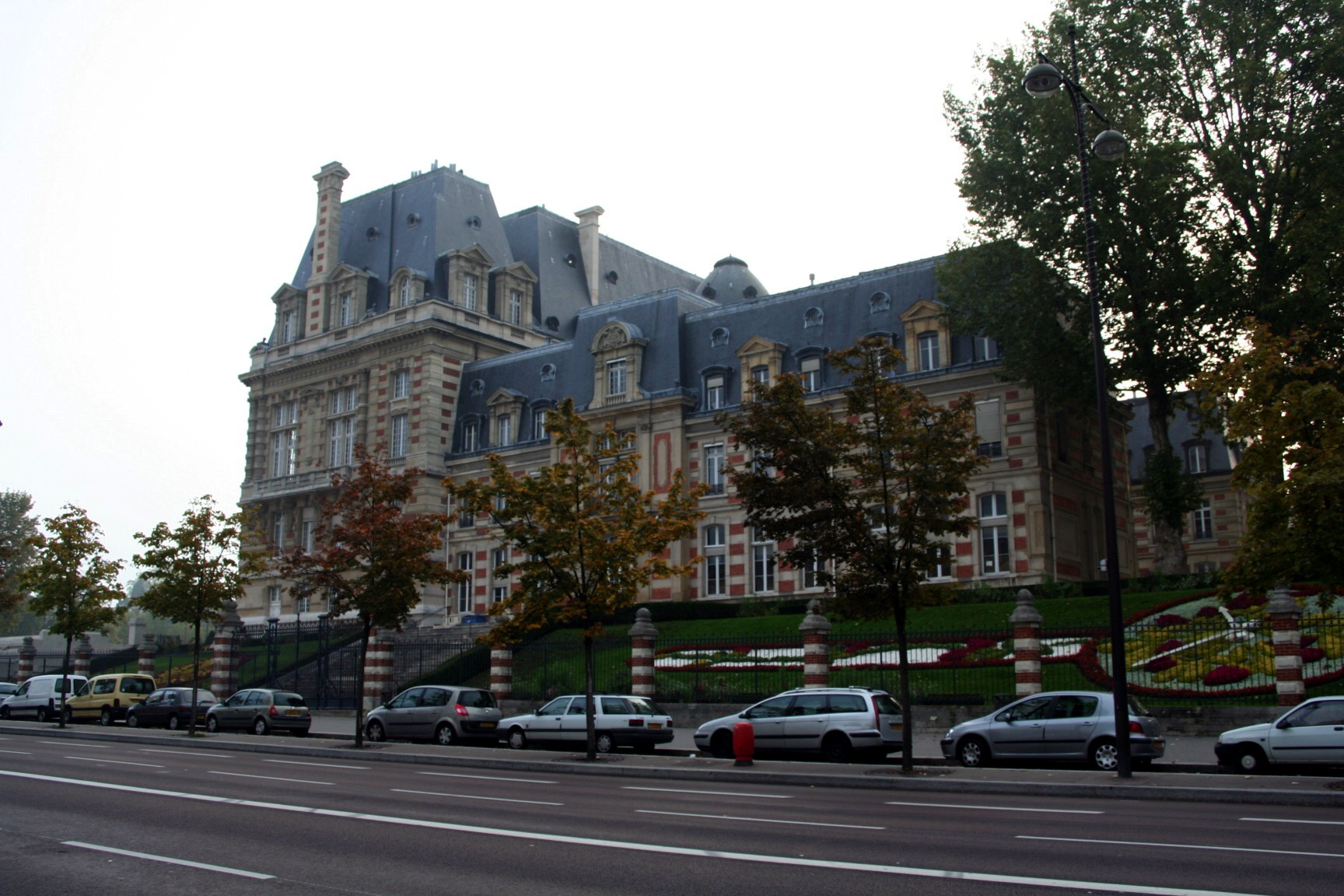
Hôtel de ville, façade de l'avenue du Général de Gaulle. Cette aile était originellement l'hôtel de Conti construit en 1670, devenu Hôtel des Grands maîtres de France sous Louis XV et XVI.
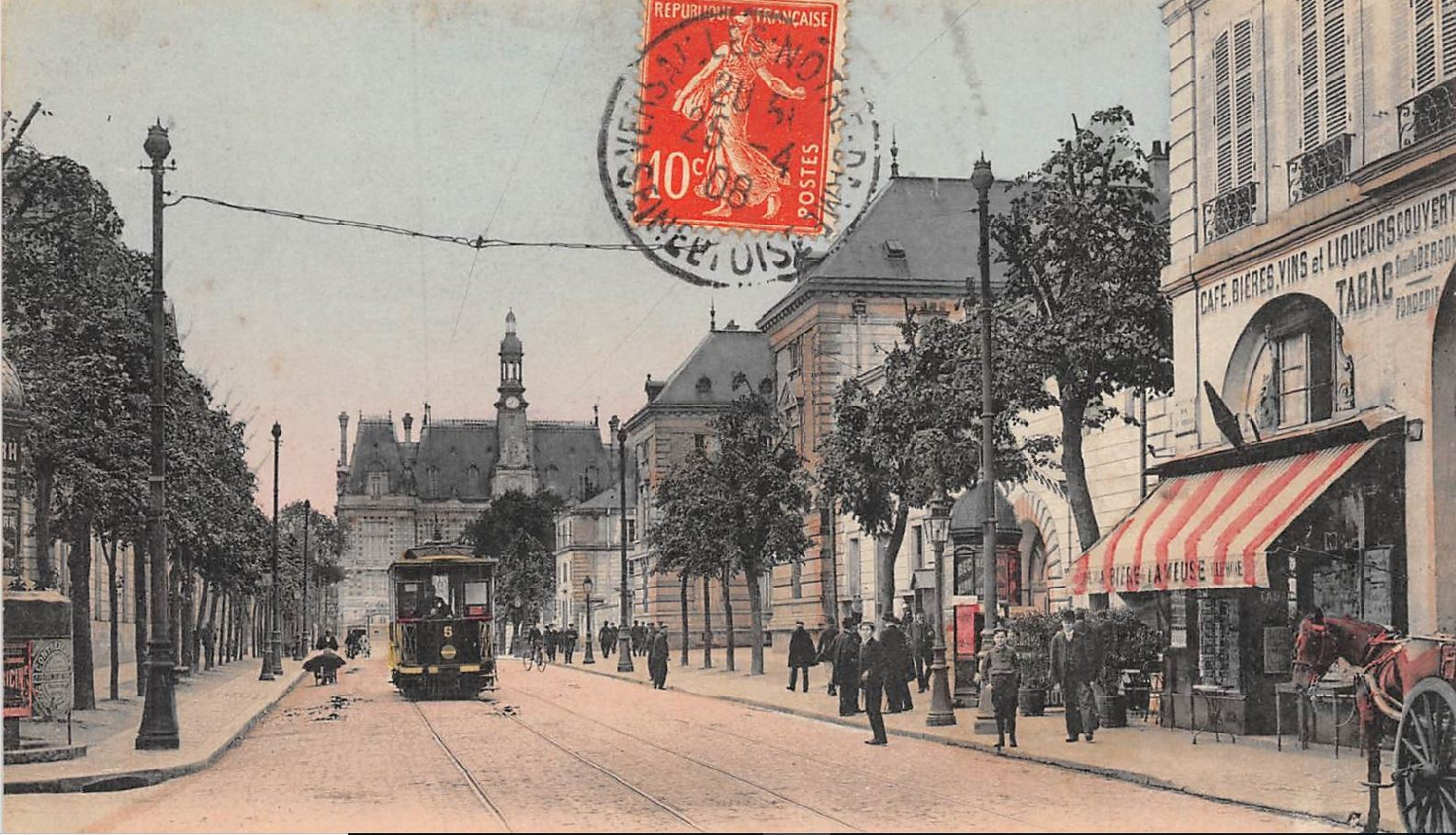
L'Hôtel de ville vers 1910, vu depuis la rue Saint-Pierre (actuelle rue G. Clémenceau).
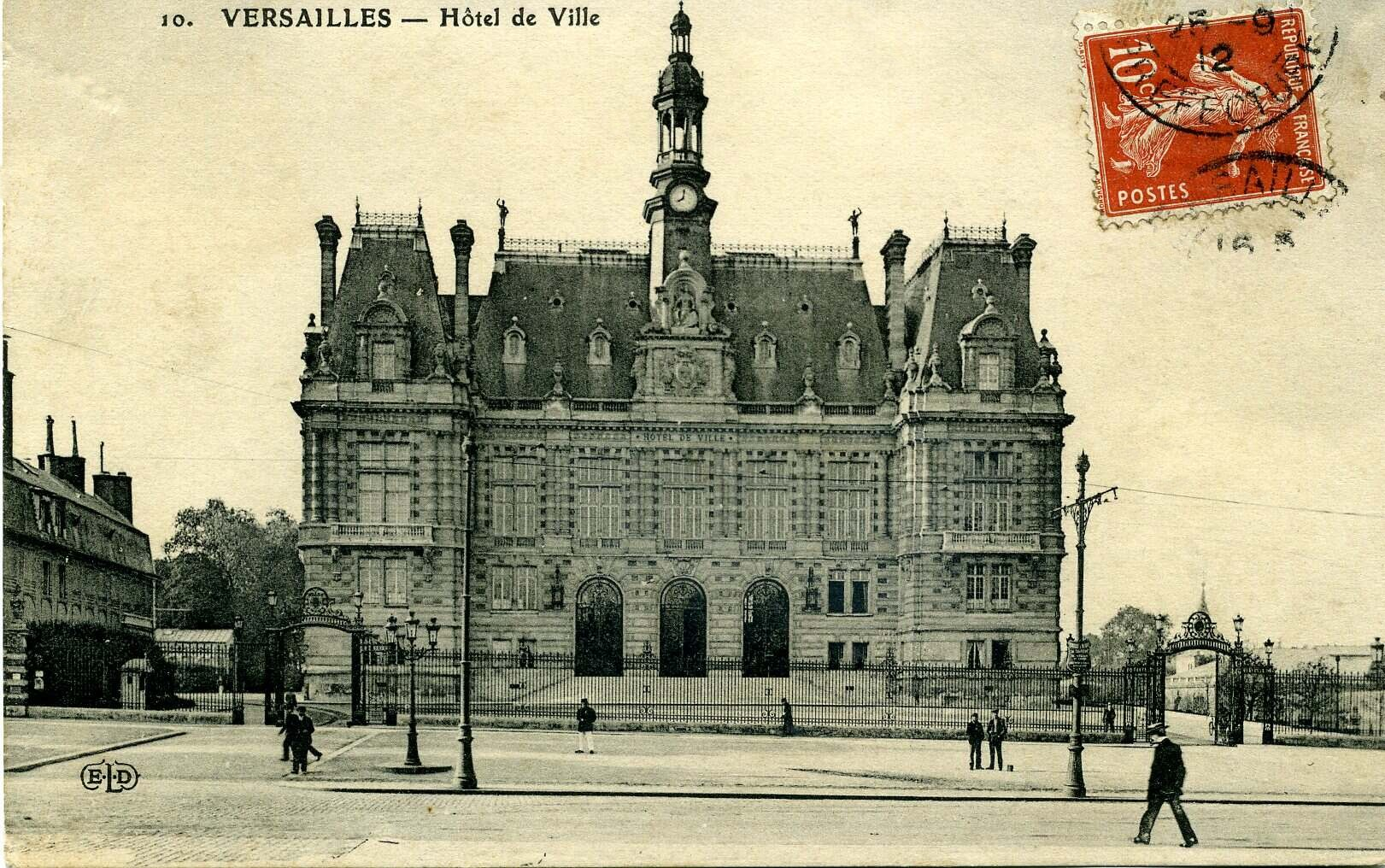
L'hôtel de ville vers 1910, surmonté de son campanile.
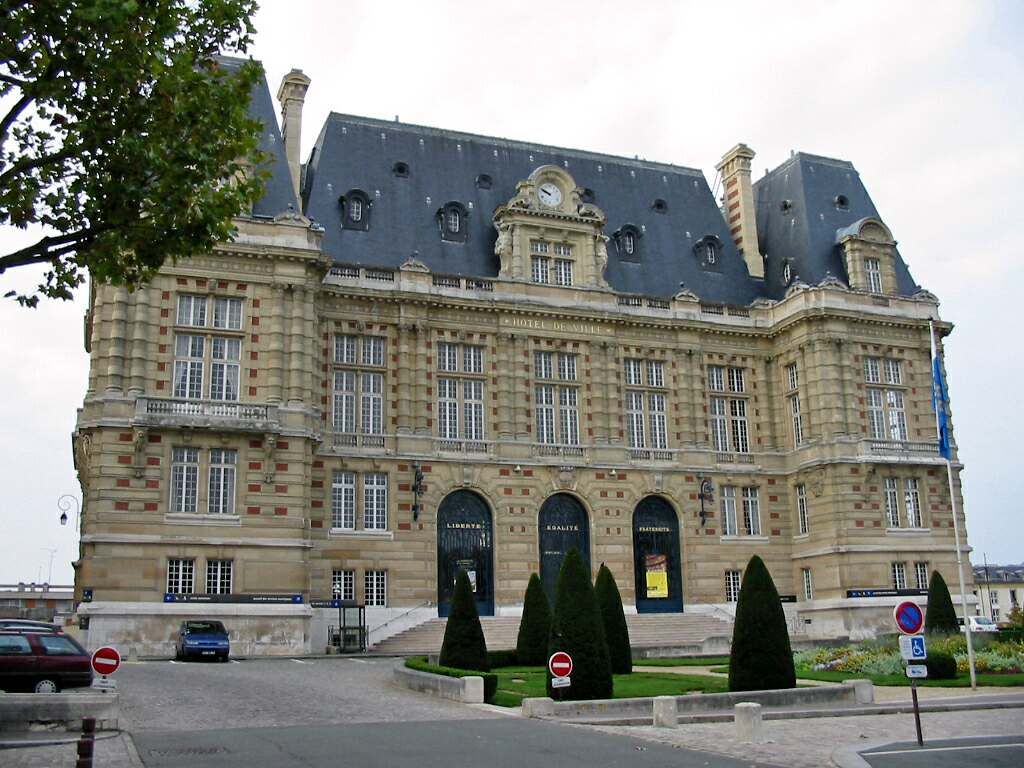
L'hôtel de ville en 2008, façade de l'avenue de Paris.
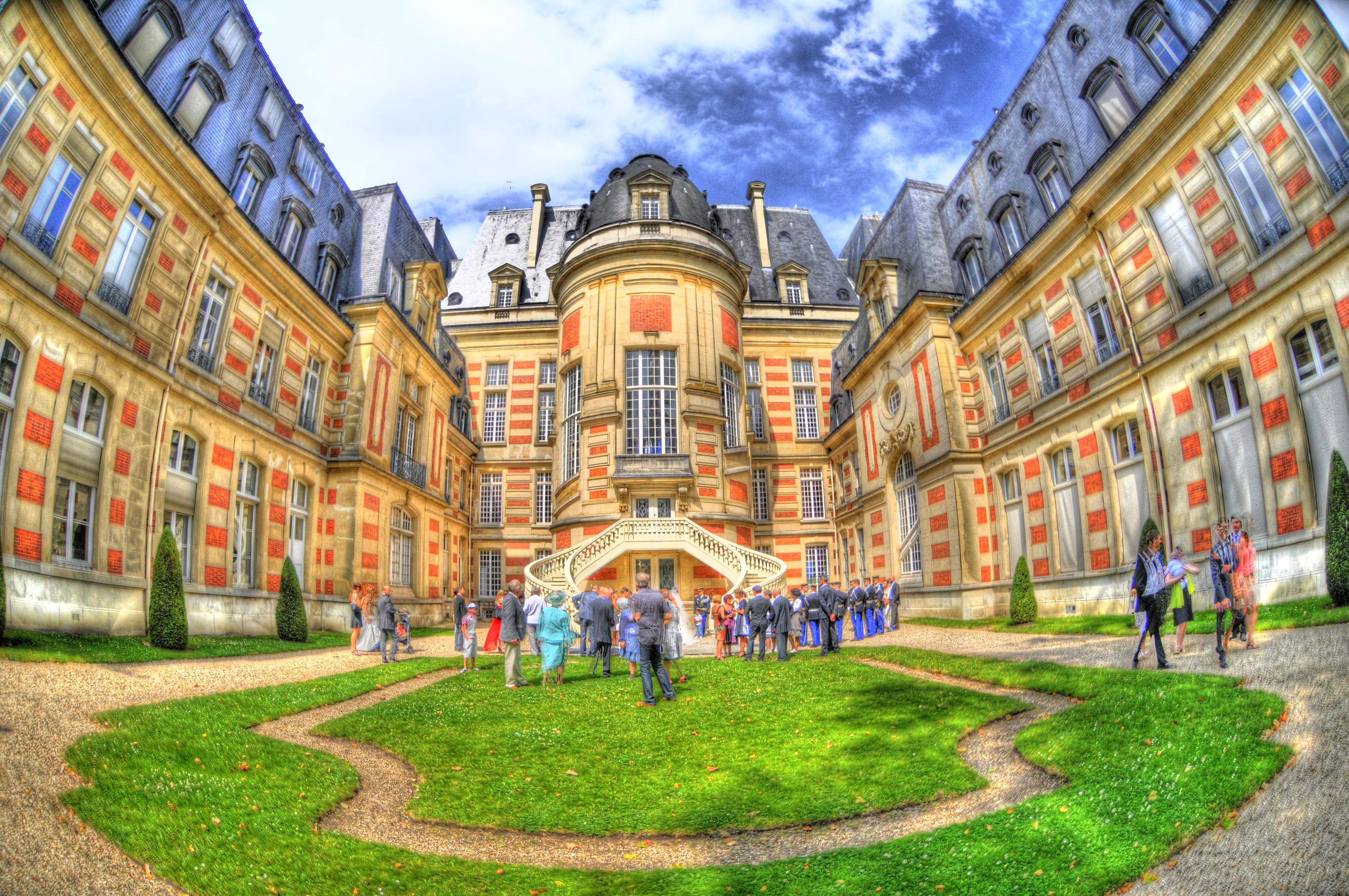
Vue arrière de l'hôtel de ville.
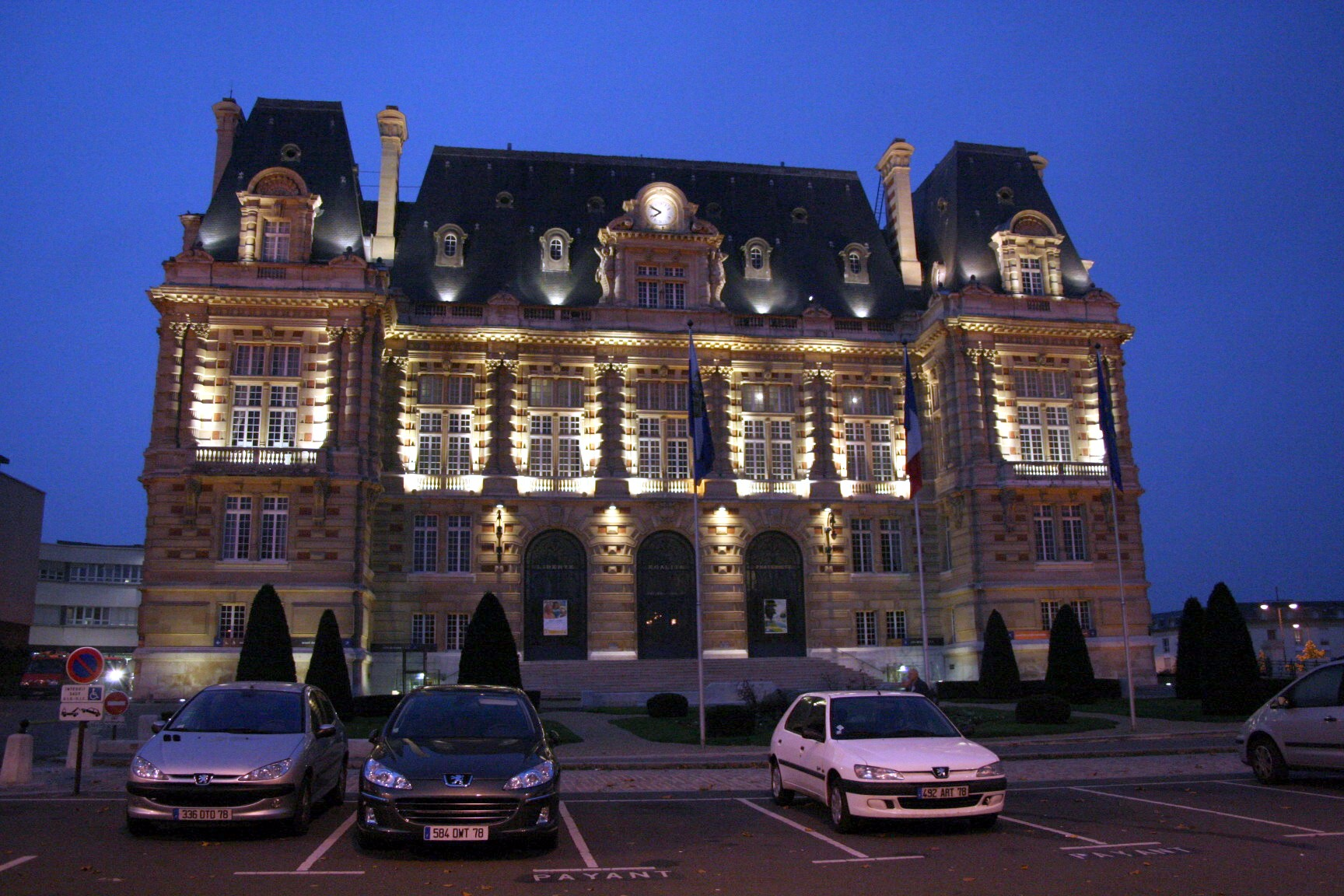
L'hôtel de ville de nuit.
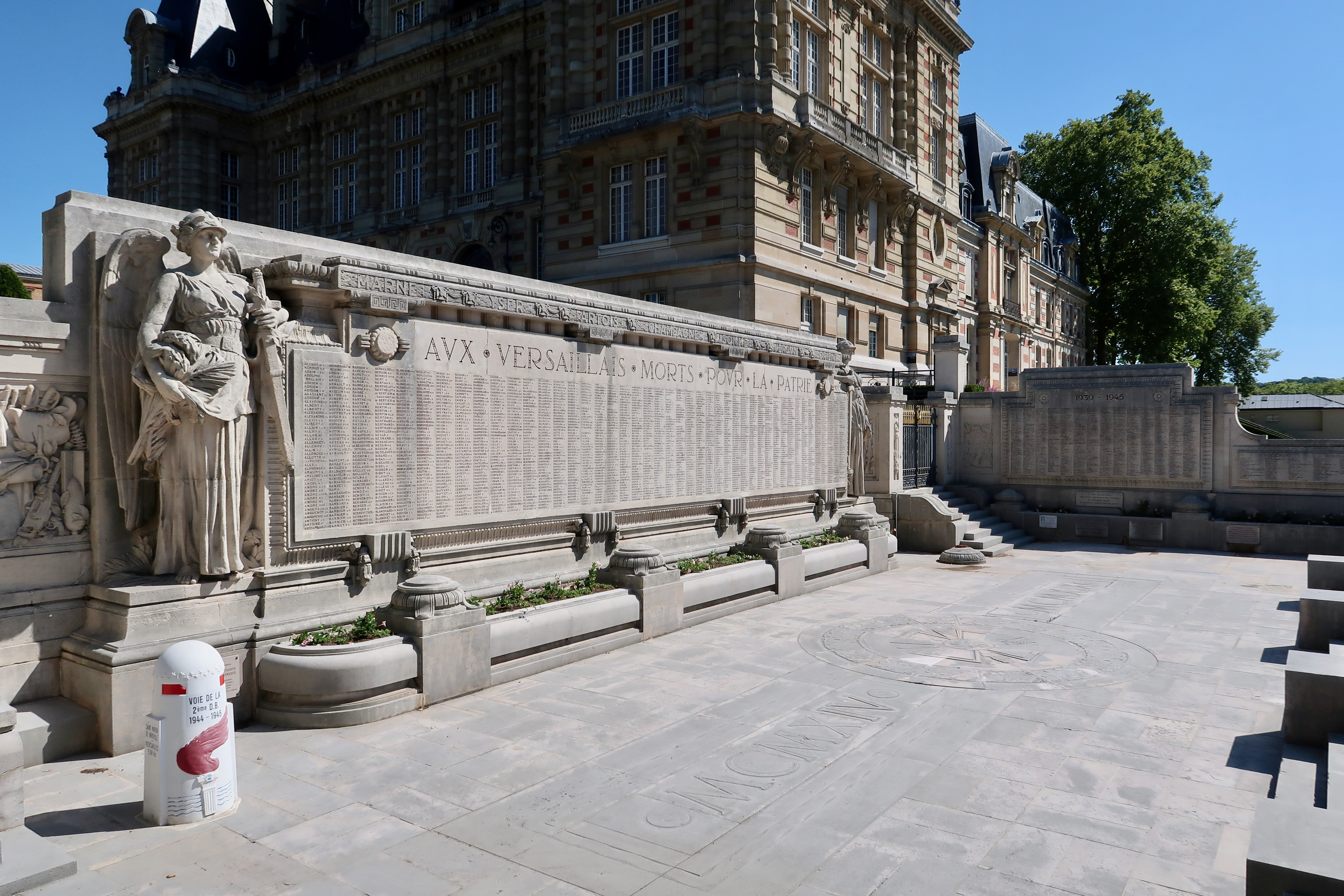
Monument aux morts de l'hôtel de ville, avenue du Général de Gaulle (sculpteurs Albert Guilbert et Ernest Henri Dubois).
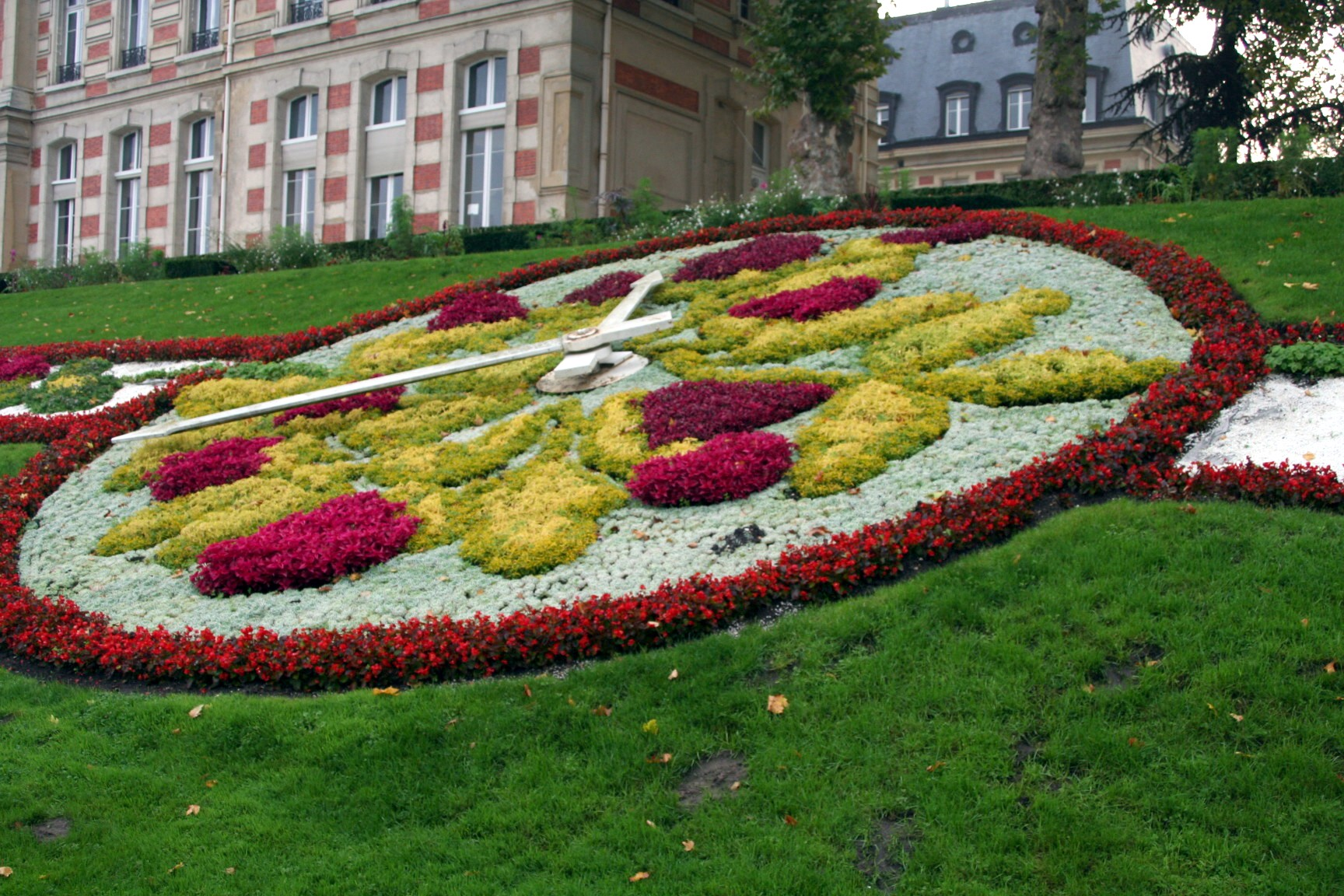
Horloge florale de l'hôtel de ville, avenue du Général de Gaulle.